# Epeolus productulus
Epeolus productulus ist eine Biene aus der Familie der Apidae. 

## Merkmale
Die Bienen haben eine Körperlänge von 6 bis 8 Millimetern. Der Körper der Weibchen ist überwiegend schwarz gefärbt, ihre Mandibeln, das Labrum, die Calli, das Schildchen (Scutellum), die Sternite und die Beine, und bei manchen Individuen auch einzelne Tergite sind rot. Am Kopf, dem Thorax und den Tergiten befinden sich weiße Filzflecken. Das erste Tergit trägt an beiden Seiten zwei längliche, hintereinanderliegende Haarflecken, die an der Außenseite häufig verschmelzen. Das zweite Tergit hat zwei, das dritte und vierte vier Haarflecken am Hinterrand. Das Labrum ist schwach gewölbt und hat mittig zwei Zähnchen, auf der nahezu geraden Vorderkante befindet sich mittig ein weiteres Zähnchen. Der Stirnkiel ist einigermaßen stumpf. Der Scheitel ist im Profil betrachtet bis zur Hinterkante flach. Das fünfte bis elfte Fühlerglied ist kürzer als breit. Das fünfte Sternit ist ungefähr so lang wie breit und am Ende quer eingesattelt. Die Männchen sehen den Weibchen ähnlich, besitzen jedoch weniger Rotanteile. Ihre Fühlerglieder sind deutlich kürzer als breit. Das zweite und dritte Sternit sind unregelmäßig punktförmig strukturiert, die Punktzwischenräume sind häufig größer als die Punkte. Diese Sternite haben zudem durchgehende Binden am Hinterrand. 
Bei den Weibchen sieht das Labrum dem von Epeolus cruciger ähnlich, das fünfte Sternit ist bei Epeolus variegatus ähnlich.

## Vorkommen und Lebensweise
Die Art ist in Südeuropa, der Türkei, der Ukraine, Kasachstan und Tadschikistan verbreitet. Die Tiere fliegen von Ende Juni bis Anfang August. Sie parasitieren vermutlich Colletes mlokossewici.

## Belege
- Felix Amiet, M. Herrmann, A. Müller, R. Neumeyer: Fauna Helvetica 20: Apidae 5. Centre Suisse de Cartographie de la Faune, 2007, ISBN 978-2-88414-032-4.